# Permission to Land tour
Permission to Land-turnén var en konsertturné under 2004 av det brittiska rockbandet The Darkness. Men denna turné marknadsförde de debutalbumet Permission to Land.

## Låtlista
Gruppen använde alltid Abbas låt Arrival som intromusik innan de kom in på scenen. Låten Wanker, som gavs ut som b-sida till One Way Ticket, spelades live en enda gång, 2 mars i Frankrike.
Denna låtlista var vanligast under Europaturnén. Under första delen av Nordamerikaturnén byttes Physical Sex ut mot låten Up Shit Creek, som bara spelades under denna turné. Under den andra delen av turnén i Nordamerika byttes Up Shit Creek ut mot Hazel Eyes, som senare kom att ges ut på gruppens andra studioalbum, One Way Ticket to Hell ...and Back.
1. "Arrival" (intro)
2. "Bareback"
3. "Black Shuck"
4. "Growing on Me"
5. "The Best of Me"
6. "Makin' Out"
7. "Love Is Only a Feeling"
8. "Physical Sex"
9. "Get Your Hands Off My Woman"
10. "Stuck in a Rut"
11. "Friday Night"
12. "I Believe in a Thing Called Love"
13. "Givin' Up"
14. "Love on the Rocks With No Ice"

## Datum
| Datum            | Arena                    | Stad             | Land          |
| ---------------- | ------------------------ | ---------------- | ------------- |
| Europa           |                          |                  |               |
| 10 februari 2004 | The Max                  | Amsterdam        | Nederländerna |
| 11 februari 2004 | Grosse Freheit 36        | Hamburg          | Tyskland      |
| 12 februari 2004 | KB-hallen                | Köpenhamn        | Danmark       |
| 14 februari 2004 | Arenan                   | Stockholm        | Sverige       |
| 15 februari 2004 | Rockefeller Music Hall   | Oslo             | Norge         |
| 19 februari 2004 | Columbiafritz            | Berlin           | Tyskland      |
| 21 februari 2004 | Flex                     | Wien             | Österrike     |
| 22 februari 2004 | New Backstage            | München          | Tyskland      |
| 23 februari 2004 | Alcatraz                 | Milano           | Italien       |
| 25 februari 2004 | Rohostofflager           | Zürich           | Schweiz       |
| 26 februari 2004 | Batschkapp               | Frankfurt        | Tyskland      |
| 27 februari 2004 | Zeche                    | Bochum           | Tyskland      |
| 29 februari 2004 | Laiterie                 | Strasbourg       | Frankrike     |
| 1 mars 2004      | Ancienne Belgique        | Bryssel          | Belgien       |
| 2 mars 2004      | Elysee Montmartre        | Paris            | Frankrike     |
| 3 mars 2004      | Kulturkomplex Café       | Köln             | Tyskland      |
| 7 mars 2004      | Barfly                   | London           | England       |
| Nordamerika      |                          |                  |               |
| 26 mars 2004     | Eagles Ballroom          | Milwaukee        | USA           |
| 27 mars 2004     | The Vic Theatre          | Chicago          | USA           |
| 28 mars 2004     | Clutch Cargo's           | Detroit          | USA           |
| 2 april 2004     | Theatre of Living Arts   | Philadelphia     | USA           |
| 3 april 2004     | Axis/Avalon              | Boston           | USA           |
| 4 april 2004     | Lupo's                   | Providence, RI   | USA           |
| 6 april 2004     | 9:30 Club                | Washington, D.C. | USA           |
| 7 april 2004     | Best Buy                 | Atlanta          | USA           |
| 8 april 2004     | Tabernacle               | Atlanta          | USA           |
| 9 april 2004     | House of Blues           | New Orleans      | USA           |
| 11 april 2004    | Verizon Wireless Theatre | Houston          | USA           |
| 12 april 2004    | Gypsy Tea Room           | Dallas           | USA           |
| 13 april 2004    | Stubb's Bar-B-Q          | Austin           | USA           |
| 15 april 2004    | Marquee                  | Phoenix          | USA           |
| 16 april 2004    | Soma                     | San Diego        | USA           |
| 17 april 2004    | Henry Fonda Theatre      | Los Angeles      | USA           |
| 18 april 2004    | Henry Fonda Theatre      | Los Angeles      | USA           |
| 3 juni 2004      | Grady Cole Center        | Charlotte        | USA           |
| 5 juni 2004      | Coachman Park            | Tampa            | USA           |
| 6 juni 2004      | Mizner Park Amphitheatre | West Palm Beach  | USA           |
| 7 juni 2004      | Hard Rock Live           | Orlando          | USA           |
| 9 juni 2004      | Municipal Auditorium     | Nashville        | USA           |
| 11 juni 2004     | Memorial Hall            | Kansas City      | USA           |
| 12 juni 2004     | The Pageant              | Saint Louis      | USA           |
| 14 juni 2004     | Promowest Pavilion       | Columbus         | USA           |
| 15 juni 2004     | Scene Pavilion           | Cleveland        | USA           |
| 17 juni 2004     | Chevrolet Amphitheatre   | Pittsburgh       | USA           |
| 18 juni 2004     | Tweeter Center           | Camden           | USA           |
| 19 juni 2004     | Jones Beach Amphitheatre | Wantagh          | USA           |
| 21 juni 2004     | L'Agora                  | Québec           | Kanada        |
| 22 juni 2004     | Auditorium de Verdun     | Montréal         | Kanada        |
| 24 juni 2004     | Summerfest               | Milwaukee        | USA           |
| 25 juni 2004     | Roy Wilkins Auditorium   | Minneapolis      | USA           |
| 26 juni 2004     | Dunkin' Donuts Center    | Providence, RI   | USA           |
| 27 juni 2004     | Borgata Hotel            | Atlantic City    | USA           |

## Medverkande
- Justin Hawkins - gitarr, sång
- Dan Hawkins - gitarr, kör
- Frankie Poullain - bas, kör
- Ed Graham - trummor